# Festival de Marinera
Festival de la Marinera es un evento cultural peruano que se realiza cada año en la ciudad de Trujillo en el mes de enero. El evento se centra en un concurso de marinera, que es un baile típico de la ciudad. En el festival también se realizan pasacalles y presentaciones y concurso de caballos de paso. Tanto el baile de la marinera como el caballo de paso peruano han sido declarados patrimonio cultural de la nación por el gobierno peruano. Este festival es uno de los eventos culturales más importantes y representativos del país y la ciudad de Trujillo ha sido reconocida por el gobierno peruano como la Capital Nacional de la Marinera mediante ley N° 24.447, del 24 de enero de 1986.

## Descripción

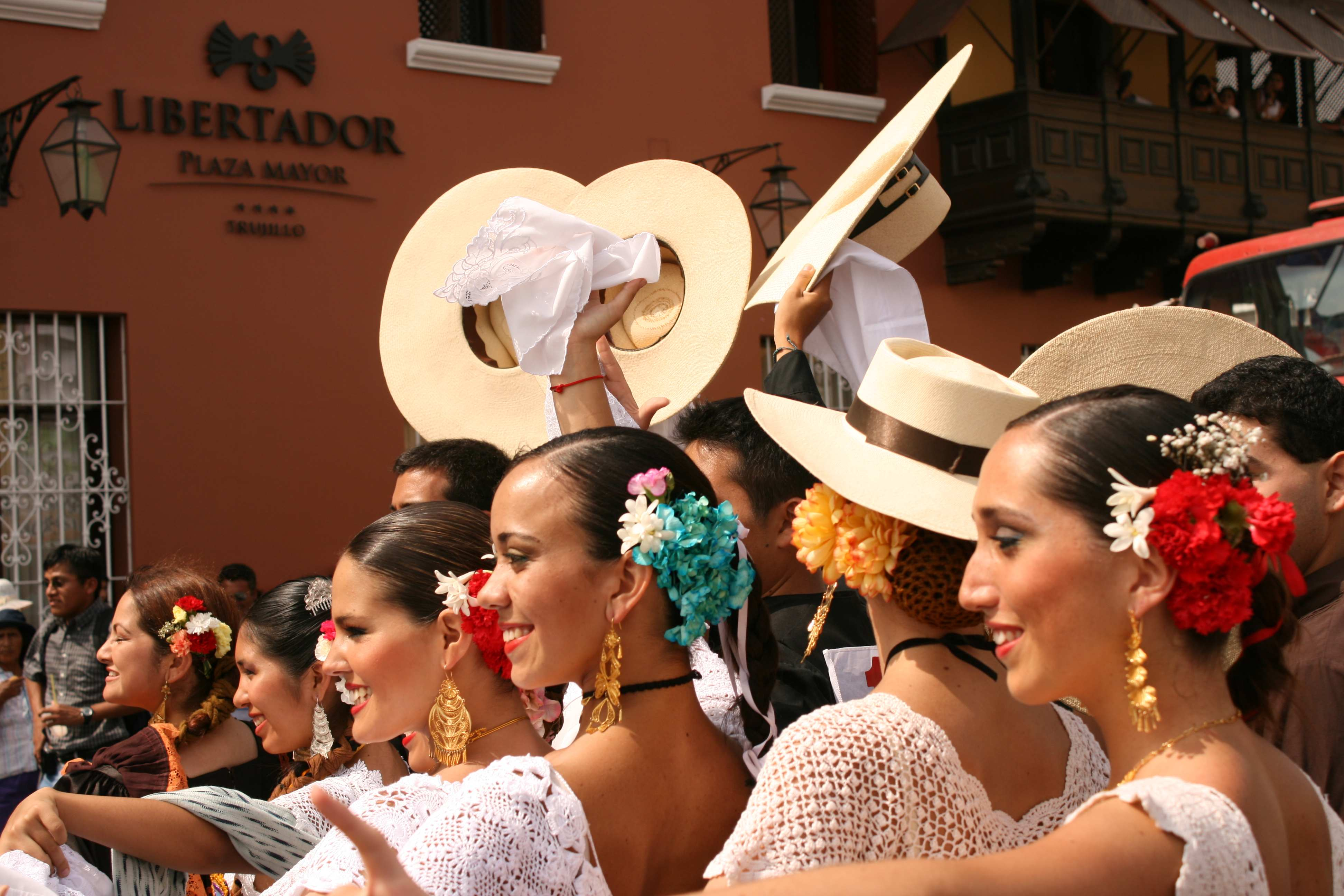
Bailarinas de Marinera, en el Festival Internacional de la Marinera de Trujillo, se celebra en enero de cada año

Trujillo es sede cada año del concurso nacional de la marinera, baile típico de la ciudad, organizado por el Club Libertad de Trujillo y se realiza la última semana de enero, gran cantidad de parejas de baile de distintas parte del país y de otros países invitados al concurso se preparan año a año para disputar el primer puesto de las distintas categorías del concurso que convoca a miles de turistas de diversas partes del mundo cada año. También destaca el corso de la marinera que recorre las principales calles del Centro Histórico teniendo como escenario principal del desfile la Plaza de Armas de Trujillo y la presentación de caballos de paso en la ciudad. El festival se inicia con la presentación de la reina del festival de la marinera y luego le suceden numerosos eventos culturales dirigidos al público asistente al festival.

## Concurso Nacional de Marinera
El de Marinera se realiza todos los años, durante el mes de enero, en la ciudad peruana de Trujillo.

## Caballos de paso en el festival
Durante el festival de la marinera, aparte de presentaciones públicas, se realiza eventualmente un tradicional concurso de caballos de paso organizado por la Asociación de Criadores y Propietarios de Caballos de Paso de La Libertad.

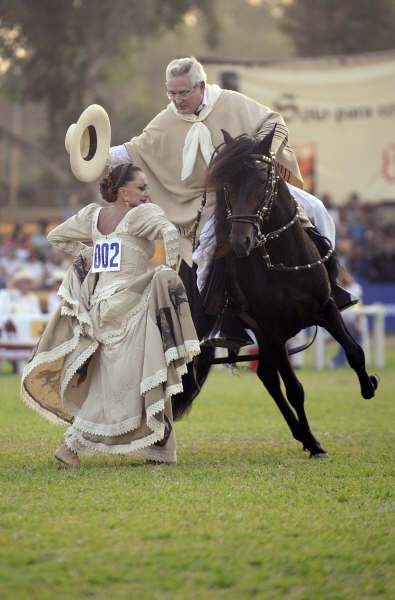
Caballo de Paso a ritmo de marinera con un vistoso chalán y su pareja

El caballo de paso peruano ha sido declarado Patrimonio Cultural de la Nación por el Instituto Nacional de Cultura (INC). También se realizan presentaciones de estos ejemplares y sus típicos chalanes trujillanos o jinetes para el entretenimiento del público asistente al festival.